# Iag Bari
Iag Bari – The Gypsy Horns From The Mountains Beyond er det tredje studiealbum udgivet af det rumænske tolvmands roma Balkan brassband Fanfare Ciocărlia. Albummet er indspillet i maj 2001 hos Studio Electrocord i Bukarest, Rumænien, og mixet hos UFO-Sound Studios i Berlin, Tyskland. Producere er Henry Ernst and Helmut Neumann. Albummet blev udgivet 2001 på Piranha Musik.

## Sporliste
| Nr.           | Titel                                     | Længde |
| ------------- | ----------------------------------------- | ------ |
| 1.            | "Doina (Westside Blues)"                  | 2:27   |
| 2.            | "Wild Silence"                            | 0:37   |
| 3.            | "Iag Bari (The Big Longing)"              | 4:34   |
| 4.            | "Dusty Road"                              | 2:27   |
| 5.            | "Lume, lume (World, World)"               | 2:53   |
| 6.            | "Jocul Boldenilor"                        | 2:19   |
| 7.            | "Hora din Petrosnitza"                    | 1:57   |
| 8.            | "Banatzeana"                              | 1:24   |
| 9.            | "Tu Romnie (Don't Go Away)"               | 3:34   |
| 10.           | "Moliendo Café"                           | 2:27   |
| 11.           | "Balada lui Ioan"                         | 3:27   |
| 12.           | "Besh o Drom (Keep On Walking)"           | 5:56   |
| 13.           | "Hora Andalusia"                          | 3:40   |
| 14.           | "Hurichestra"                             | 3:29   |
| 15.           | "So te kerau? (What Shall I Do?)"         | 3:51   |
| 16.           | "Hora lautareasca"                        | 2:41   |
| 17.           | "Ginduri de om batrin (Old Man Thinking)" | 4:14   |
| 18.           | "Bubamara"                                | 1:58   |
| 19.           | "Manea du voca (video)"                   | 2:41   |
| Total længde: | Total længde:                             | 54:02  |